# 链脲佐菌素
链脲佐菌素（英語：Streptozotocin或Streptozocin，简称STZ，又名链佐星、链脲霉素）是一种由链球菌产生的，对哺乳动物胰脏中产生胰岛素的胰岛B细胞有着特异毒性的天然化合物。它被用于临床上治疗胰岛细胞瘤，以及在医学研究中建立1型糖尿病的动物模型。

## 用途
链脲佐菌素被美国食品药品监督管理局批准用于治疗由转移引起的胰岛癌。由于STZ毒性较大且极少治愈癌症，它通常仅被用于那些无法通过手术治疗癌症的病人。对于这些病人，STZ可以使肿瘤缩小以及缓解症状（尤其是胰岛素瘤细胞产生的过量胰岛素引起的低血糖）。 典型的药用剂量为每天静脉注射500 mg/m2，持续5天，且每4~6周重复一次。
因其对胰岛B细胞的高毒性，链脲佐菌素还在科学研究中长期用于在实验动物身上引发胰岛炎和糖尿病。

## 作用机理
链脲佐菌素是一种氨基葡萄糖—亚硝脲化合物。同其他亚硝脲类烷基化抗肿瘤剂一样，它透过损害DNA对细胞产生毒性，除此之外还有其他协同的机理。DNA的损害会引起ADP核糖基化，而这点很有可能比DNA损害本身对于糖尿病的引发发挥了更重要的作用。 链脲佐菌素与葡萄糖分子具有足够的相似度，以至于葡萄糖转运蛋白2（GLUT2）会将其转运至细胞中；然而其他葡萄糖转运蛋白并不能识别STZ。而胰岛B细胞含有大量的GLUT2，因此这点很好地解释了STZ对胰岛B细胞的特异毒性。

## 历史
链脲佐菌素在1950年代末被发现之初被认为是一种抗生素。 来自卡拉马祖的Upjohn制药公司（现在辉瑞的一个子公司）的科学家在一个土壤中不产色链霉菌的菌株里发现了STZ。发现这个菌株的土壤采集于布卢拉皮兹，因此这个小镇被认为是STZ被发现的地方。Upjohn公司在1958年8月为STZ申请了知识产权保护，并在1962年3月获得了美国专利3027300号。
在1960年代中期，人们发现链脲佐菌素对于产生胰岛素的胰岛B细胞具有特异毒性。这一点的发现使得STZ后来被用于建立糖尿病的动物模型以及被用于治疗胰岛B细胞瘤。 十九世纪六十至七十年代，美国國家癌症研究中心开始研究链脲佐菌素在化疗中的应用。Upjohn公司在1976年11月向FDA申请批准其对于胰岛癌的治疗，并于1982年7月获得批准。之后它一直使用商品名Zanosar。
链脲佐菌素目前由梯瓦制药工业有限公司在市场上销售。